# Navicordulia
Navicordulia is een geslacht van libellen (Odonata) uit de familie van de glanslibellen (Corduliidae).

## Soorten
Navicordulia omvat 10 soorten:
- Navicordulia amazonica Machado & Costa, 1995
- Navicordulia atlantica Machado & Costa, 1995
- Navicordulia errans (Calvert, 1909)
- Navicordulia kiautai Machado & Costa, 1995
- Navicordulia leptostyla Machado & Costa, 1995
- Navicordulia longistyla Machado & Costa, 1995
- Navicordulia mielkei Machado & Costa, 1995
- Navicordulia miersi Machado & Costa, 1995
- Navicordulia nitens (De Marmels, 1991)
- Navicordulia vagans (De Marmels, 1989)